# Liste der Mitglieder des Senats im 8. Kongress der Vereinigten Staaten
Die Senatoren im 8. Kongress der Vereinigten Staaten wurden zu einem Drittel 1802 und 1803 neu gewählt. Vor der Verabschiedung des 17. Zusatzartikels 1913 wurde der Senat nicht direkt gewählt, sondern die Senatoren wurden von den Parlamenten der Bundesstaaten bestimmt. Jeder Staat wählt zwei Senatoren, die unterschiedlichen Klassen angehören. Die Amtszeit beträgt sechs Jahre, alle zwei Jahre wird für die Sitze einer der drei Klassen gewählt. Zwei Drittel des Senats bestehen daher aus Senatoren, deren Amtszeit noch andauert.
Die Amtszeit des 8. Kongresses ging vom 4. März 1803 bis zum 3. März 1805, seine erste Tagungsperiode fand vom 17. Oktober 1803 bis zum 27. März 1804 in Washington, D.C. statt, die zweite Periode vom 5. November 1804 bis zum 3. März 1805.

## Zusammensetzung und Veränderungen
Im 7. Kongress saßen am Ende seiner Amtszeit 17 Republikaner (heute meist Demokratisch-Republikanische Partei genannt) und 21 Föderalisten, drei Sitze waren vakant. Der vakante Sitz in Massachusetts wurde beim Zusammentritt des Kongresses durch den nachgewählten Föderalisten Timothy Pickering besetzt, bei der eigentlichen Wahl verloren die Föderalisten fünf Sitze an die Republikaner. Beide Parteien büßten jeweils einen Sitz ein, weil die Staatsparlamente in New Jersey und Tennessee sich nicht auf Senatoren einigten. Damit stieg die Mehrheit der Republikaner auf 21 gegen neun Föderalisten, vier Sitze waren vakant, da der neue Staat Ohio noch nicht gewählt hatte. Diese vakanten Sitze wurden bis zur ersten Sitzungsperiode alle besetzt, wobei die Republikaner jeweils erfolgreich waren, ihre Mehrheit stieg damit auf 25 gegen neun. An diesem Verhältnis änderte sich trotz zweier Todesfälle und mehrerer Rücktritte bis zum Ende des Kongresses nichts.

## Spezielle Funktionen
Nach der Verfassung der Vereinigten Staaten ist der Vizepräsident der Vorsitzende des Senats, ohne ihm selbst anzugehören. Bei Stimmengleichheit gibt seine Stimme den Ausschlag. Während des 8. Kongresses war Aaron Burr Vizepräsident. Im Gegensatz zur heutigen Praxis leitete der Vizepräsident bis ins späte 19. Jahrhundert tatsächlich die Senatssitzungen. Ein Senator wurde zum Präsidenten pro tempore gewählt, der bei Abwesenheit des Vizepräsidenten den Vorsitz übernahm. Vom 4. März bis zum 16. Oktober war weiter der vom 7. Kongress gewählte Stephen R. Bradley Präsident pro tempore. Vom 17. Oktober bis zum 6. Dezember 1803 sowie vom 23. Januar bis zum 26. Februar 1804 war John Brown Präsident pro tempore, vom 10. März bis zum 4. November 1804 Jesse Franklin und vom 15. Januar bis zum 3. Februar 1805 sowie vom 28. Februar bis zum Ende des Kongresses am 3. März 1805 Joseph Anderson, der dies im 9. Kongress bis zum 1. Dezember 1805 blieb.

## Liste der Senatoren
Unter Partei ist vermerkt, ob ein Senator der Föderalistischen Partei oder der Republikanischen Partei zugerechnet wird, unter Staat sind die Listen der Senatoren des jeweiligen Staats verlinkt. Die reguläre Amtszeit richtet sich nach der Senatsklasse: Senatoren der Klasse I waren bis zum 3. März 1809 gewählt, die der Klasse II bis zum 3. März 1805 und die der Klasse III bis zum 3. März 1807. Das Datum gibt an, wann der entsprechende Senator in den Senat aufgenommen wurde, eventuelle frühere Amtszeiten nicht berücksichtigt. Unter Sen. steht die fortlaufende Nummer der Senatoren in chronologischer Ordnung, je niedriger diese ist, umso größer ist in der Regel die Seniorität des Senators. Die Tabelle ist mit den Pfeiltasten sortierbar.
| Senator                | Partei       | Staat          | Klasse  | Datum         | Sen. | Anmerkung |
| ---------------------- | ------------ | -------------- | ------- | ------------- | ---- | --- |
| James Hillhouse        | Föderalist   | Connecticut    | I       | 18. Mai 1796  | 59   | |
| Uriah Tracy            | Föderalist   | Connecticut    | III     | 13. Okt. 1796 | 64   | |
| Samuel White           | Föderalist   | Delaware       | I       | 28. Feb. 1801 | 95   | |
| William H. Wells       | Föderalist   | Delaware       | II      | 17. Jan. 1799 | 82   | trat am 6. November 1804 zurück                                                                                                |
| James A. Bayard        | Föderalist   | Delaware       | II      | 13. Nov. 1804 | 124  | gewählt als Nachfolger für Wells                                                                                               |
| Abraham Baldwin        | Republikaner | Georgia        | II      | 4. März 1799  | 83   | |
| James Jackson          | Republikaner | Georgia        | III     | 4. März 1801  | 42   | früher im 3. Kongress |
| John Brown             | Republikaner | Kentucky       | II      | 18. Juni 1792 | 36   | Präsident pro tempore |
| John Breckinridge      | Republikaner | Kentucky       | III     | 4. März 1801  | 96   | |
| Samuel Smith           | Republikaner | Maryland       | I       | 4. März 1803  | 114  | |
| Robert Wright          | Republikaner | Maryland       | III     | 19. Nov. 1801 | 104  | |
| John Quincy Adams      | Föderalist   | Massachusetts  | I       | 4. März 1803  | 108  | |
| Timothy Pickering      | Föderalist   | Massachusetts  | II      | 4. März 1803  | 111  | |
| Simeon Olcott          | Föderalist   | New Hampshire  | II      | 17. Juni 1801 | 102  | |
| William Plumer         | Föderalist   | New Hampshire  | III     | 17. Juni 1802 | 107  | |
| John Condit            | Republikaner | New Jersey     | I       | 1. Sep. 1803  | 117  | |
| Jonathan Dayton        | Föderalist   | New Jersey     | II      | 4. März 1799  | 84   | |
| Theodorus Bailey       | Republikaner | New York       | I       | 4. März 1803  | 109  | trat am 16. Januar 1804 zurück                                                                                                 |
| John Armstrong         | Republikaner | New York       | I (III) | 10. Nov. 1803 | 91   | ernannt als Nachfolger für Clinton gewählt als Nachfolger für Bailey trat am 30. Juni 1804 zurück früher im 6. und 7. Kongress |
| Samuel Latham Mitchill | Republikaner | New York       | I       | 9. Nov. 1804  | 123  | gewählt als Nachfolger für Armstrong                                                                                           |
| DeWitt Clinton         | Republikaner | New York       | III     | 9. Feb. 1802  | 106  | trat am 4. November 1803 zurück                                                                                                |
| John Smith             | Republikaner | New York       | III     | 23. Feb. 1804 | 119a | gewählt als Nachfolger für Clinton                                                                                             |
| Jesse Franklin         | Republikaner | North Carolina | II      | 4. März 1799  | 86   | Präsident pro tempore |
| David Stone            | Republikaner | North Carolina | III     | 4. März 1801  | 100  | |
| John Smith             | Republikaner | Ohio           | I       | 1. Apr. 1803  | 115  | |
| Thomas Worthington     | Republikaner | Ohio           | III     | 1. Apr. 1803  | 116  | |
| Samuel Maclay          | Republikaner | Pennsylvania   | I       | 4. März 1803  | 110  | |
| George Logan           | Republikaner | Pennsylvania   | III     | 13. Juli 1801 | 103  | |
| Samuel J. Potter       | Republikaner | Rhode Island   | I       | 4. März 1803  | 112  | starb am 14. Oktober 1804 |
| Benjamin Howland       | Republikaner | Rhode Island   | I       | 29. Okt. 1804 | 122  | gewählt als Nachfolger für Potter                                                                                              |
| Christopher Ellery     | Republikaner | Rhode Island   | II      | 6. Mai 1801   | 101b | |
| Thomas Sumter          | Republikaner | South Carolina | II      | 15. Dez. 1801 | 105  | |
| Pierce Butler          | Republikaner | South Carolina | III     | 4. Nov. 1802  | 2    | trat am 21. November 1804 zurück früher im 1. bis 4. Kongress                                                                  |
| John Gaillard          | Republikaner | South Carolina | III     | 6. Dez. 1804  | 125  | gewählt als Nachfolger für Butler                                                                                              |
| Joseph Anderson        | Republikaner | Tennessee      | I       | 26. Sep. 1797 | 70   | Präsident pro tempore |
| William Cocke          | Republikaner | Tennessee      | II      | 4. März 1799  | 63   | früher im 4. Kongress |
| Israel Smith           | Republikaner | Vermont        | I       | 4. März 1803  | 113  | |
| Stephen R. Bradley     | Republikaner | Vermont        | III     | 15. Okt. 1801 | 30   | früher im 2. bis 4. Kongress                                                                                                   |
| Stevens Mason          | Republikaner | Virginia       | I       | 18. Nov. 1794 | 48   | starb am 10. Mai 1803 |
| John Taylor            | Republikaner | Virginia       | I       | 4. Juni 1803  | 38c  | ernannt als Nachfolger für Mason früher im 2. und 3. Kongress                                                                  |
| Abraham B. Venable     | Republikaner | Virginia       | I       | 7. Dez. 1803  | 118  | gewählt als Nachfolger für Mason trat am 7. Juni 1804 zurück                                                                   |
| Andrew Moore           | Republikaner | Virginia       | I (II)  | 11. Aug. 1804 | 121  | ernannt als Nachfolger für Nicholas gewählt als Nachfolger für Venable                                                         |
| Wilson Cary Nicholas   | Republikaner | Virginia       | II      | 5. Dez. 1799  | 88   | trat am 22. Mai 1804 zurück |
| William Branch Giles   | Republikaner | Virginia       | II (I)  | 11. Aug. 1804 | 120  | ernannt als Nachfolger für Venable gewählt als Nachfolger für Nicholas                                                         |

- Republikaner bezeichnet Angehörige der heute meist als Demokratisch-Republikanische Partei oder Jeffersonian Republicans bezeichneten Partei.
- a) Smith trat sein Amt anderen Quellen nach erst am 23. Februar an.[5]
- b) Ellery trat sein Amt anderen Quellen nach schon am 6. Mai an.[6]
- c) Taylor wird in der Liste des Senats mit Amtsantritt 4. März geführt, was anderen Quellen nach falsch ist.[7]